# بندر هاکوداته

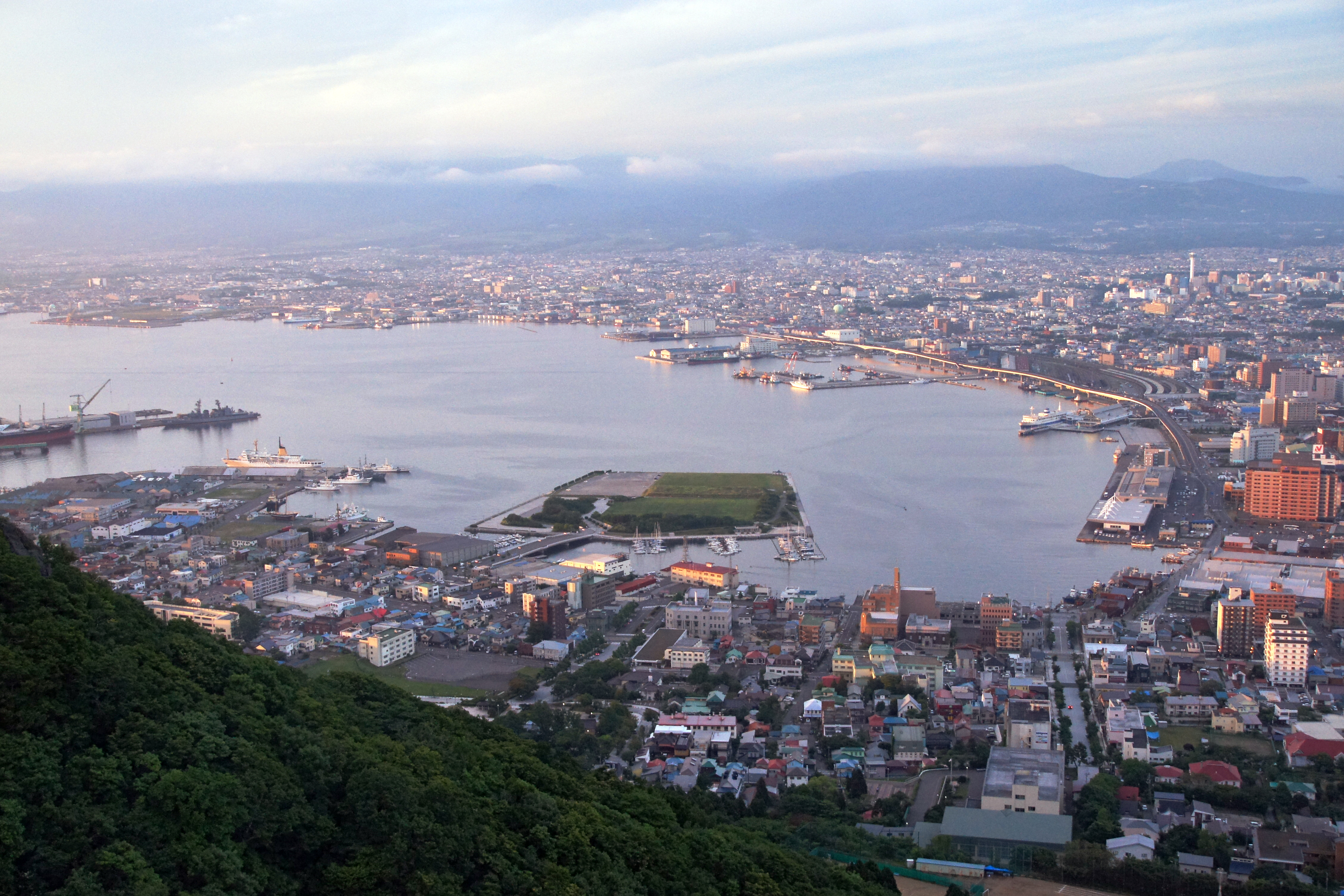
نمایی از بندر هاکوداته در در جزیره شمالی هوکایدو، ژاپن - ۲۰۱۲

بندر هاکوداته (به ژاپنی: 函館港, Hakodate-kō) یکی از بنادر اصلی در شمال ژاپن است که در هاکوداته، در جزیره شمالی هوکایدو واقع شده‌است.